# Herbertus subdentatus
Herbertus subdentatus là một loài rêu tản trong họ Herbertaceae. Loài này được (Stephani) Fulford miêu tả khoa học lần đầu tiên năm 1963.